# Jankel Adler
Jankel Adler (opr. Jankiel Adler, født 26. juli 1895 i Tuszyn, forstad til Łódź, Det Russiske Kejserrige; død 25. april 1949 i Aldbourne, Wiltshire, England) var en polsk maler og grafiker.
Han var en af de kunstnere, der blev udstødt og forfulgt under nationalsocialismen.
Adler studerede gravering i Beograd i 1912 og kunst i Barmen and Düsseldorf til 1914, hvor han blev indkaldt til den russiske hær. Efter krigen slog han sig 1920 ned i Tyskland og flyttede 1922 til Düsseldorf, hvor han i de tidligere 1930'erne blev ven med Paul Klee og
hvor han sluttede sig til kunstcirklen Das Junge Rheinland(de) og knyttede kontakt til blandt andet Otto Dix. Han var medstifter af kunstnergruppen Die Kommune og deltog i “International Exhibition of Revolutionary Artists".
Ved nazisternes machtergreifung 1933 var han tvunget til at forlade Tyskland og fik 1937 sine værker eksponeret i udstillingen for degenereret kunst, 'Entartete Kunst'. Ved krigsudbruddet 1939 tilsluttede han sig den polske hær, men blev 1940 evakueret til Skotland på grund af dårligt helbred. 1943 flyttede Adler til London og døde 1949.
| - Værker af Jankel Adler - Hyldest til Buenaventura Durruti (no) - Kvinde og barn, 1929 - Badende, 1941 Kąpiące się - Venus fra Kirkcudbright |

| - Kvinde med kat, 1944 - Siddende person, 1947 - Kvinde i atelier, 1940'erne |